# Bjørn (Ursius)
Bjørn var en dansk/skånsk stormand, der levede i det 10. århundrede. Han er den ældste kendte stamfar på mandslinjen (sværdsiden) til middelalderens danske kongeslægt, far til Thorgils Sprakeleg, farfar til Ulf jarl og oldefar til Svend Estridsen m.fl.

## Navn
Navnet Bjørn afleder vi af det latinske Ursius (der betyder bjørn), og som er det navn hvormed han optræder hos de to skribenter, hvor han nævnes, nemlig Florence of Worcester og Saxo Grammaticus. Navneformen sandsynliggøres dog af, at Bjørn havde to kendte oldebørn ved navn henholdsvis Bjørn (død 1049) og Asbjørn.

## Søn
Udover navnet får vi ikke så meget mere at vide om Bjørn end at han havde sønnen Thorgils, og det er så ud fra kendskabet til sønnen som dansk stormand, at vi antager, at faderen kan have haft samme nationalitet og virke.
Dog giver Saxo en lille dobbelt karakteristik af far og søn, når han om Thorgils skriver, at han "afveg ikke på noget punkt fra sin fars mod og mandighed".

## Stamfar til kongedynasti
Bjørn er den første (sikre) kendte stamfar på fædrene side til det herskerdynasti, der var regerende konger (eller regenter) af Danmark fra 1047 og indtil 1412. De danske monarker efter 1412 nedstammer ganske vist også alle sammen fra denne Bjørn, men ikke fra en direkte fædrene linje (af regenterne mellem 1047 og 1412 var Erik Lam (konge 1137-1146) og Oluf Håkonsen (konge 1376-1387) dog ikke agnatiske efterkommere af Bjørn).
Denne særlige betydning, som Bjørn dermed har, skyldes, at han var farfar til Ulf jarl og dermed oldefar til Svend Estridsen, der blev dansk konge i 1047, og fra hvem alle efterfølgende danske regenter nedstammer.

Bjørn er tillige agnatisk stamfar til de svenske regenter, der regerede fra ca. 1123/25 – ca. 1132, 1160 – 1161 og 1389 – 1412.

## Om Bjørns afstamning (legende og teori)
I Saxos værk Danernes bedrifter finder man en farverig historie gengivet om, at Bjørn skulle være frugten af en forbindelse mellem en bjørn og en ikke-navngiven fager svensk jomfru. Dette må dog henregnes som en legende, og vi ved følgelig ikke noget sikkert om Bjørns afstamning. Senere spekulationer, opstået i 1700-tallet, om at Bjørn skulle eller kunne være identisk med den den svenske kongesøn Styrbjørn eller Styrbjørn den Stærke, der var søn af den svenske konge Olof Björnsson og ifølge sagaerne gift med Harald Blåtands datter Thyra, kan ikke understøttes af de tilgængelige kilder, og teorien er endvidere voldsomt udfordret på kronologien, der har mere end svært ved at få de enkelte medlemmer af denne påståede familiekonstruktion til at hænge plausibelt sammen.

## Bjørn i litteraturen
I Claus Deleurans tegneserieversion af Danmarkshistorien, Illustreret Danmarkshistorie for Folket, kan man på side 379 (bind 9 (bind 3 i den nyere kompakte udgave)) finde historien om Bjørns legendariske ophav ifølge Saxo gengivet samt tillige en tegning af Bjørn sammen med sin søn Thorgils.